# 贝特基夫奇克河

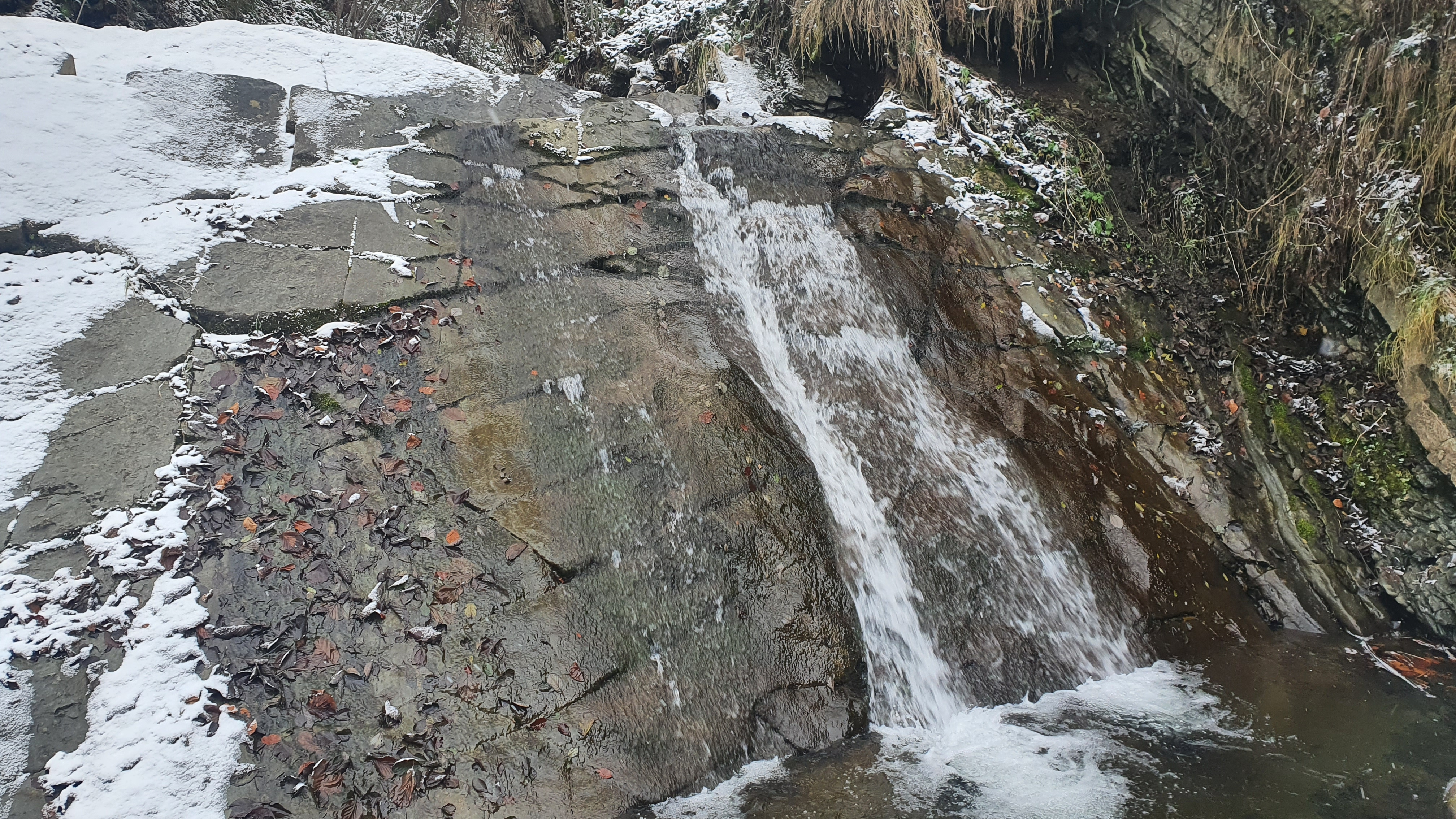
贝特基夫奇克河

贝特基夫奇克河（烏克蘭語：Битківчик），是烏克蘭的河流，位於該國西部伊萬諾-弗蘭科夫斯克州，屬於維斯特里察-納德維爾尼揚斯卡河的支流，發源自貝特基夫西部，河道全長11公里，流域面積29.6平方公里。